# Derlin-2
Derlin-2‏ (Derlin 2) هوَ بروتين يُشَفر بواسطة جين Derlin-2 في الإنسان.